# Риздвяний
Риздвяний (рос. Рыздвяный) — селище міського типу в Ізобільненському районі (міському окрузі) Ставропольського краю Росії.

## Етимологія
Назване іменем близької станиці Рождественской. Назва в перекладі з української мови означає «різдвяна» (укр. Різдво— Рождество).
Варіанти найменування: Риздвяна, Риздвяненський, Різдвяний, Риздвяний, Різдвяний, Риздвяне.

## Географія
Селище знаходиться в межах північних схилів Ставропольської височини на залізничній лінії Кавказька — Ставрополь.
Розташований в 16 км на південний схід від Ізобільного.
Відстань до крайового центру: 28 км.

## Історія
Селище засноване як залізничний півстанок, закладений у 1893—1894 роках на лінії Ставрополь — Кавказька, за 6 верст від станиці Різдвяної та 112 верст від станції Кавказької. Спочатку носив назву Рождественский, пізніше був перейменований на Риздвяний. Датою його утворення вважається 1 травня 1896 року, коли було завершено спорудження першого станційного будинку.
16 серпня 1946 року утворено робоче селище Різдвяний. Статус селища міського типу — з 1960 року.
Наприкінці 1950-х років на території селища було виявлено родовище природного газу. У 1970-і роки воно було повністю вироблене та переведене в підземне сховище газу.
З 2004 року до травня 2017 року селище утворювало міське поселення селище Риздвяний.

## Населення
| 1970  | 1979  | 1989  | 2002  | 2009  | 2010  | 2011  |
| ----- | ----- | ----- | ----- | ----- | ----- | ----- |
| 3262  | ↗4346 | ↗6284 | ↗7468 | ↗7516 | ↗7710 | ↘7702 |
| 2012  | 2013  | 2014  | 2015  | 2016  | 2017  | 2018  |
| ↘7664 | ↘7618 | ↘7551 | ↘7536 | ↘7504 | ↘7492 | ↘7489 |
| 2019  | 2020  |       |       |       |       |       |
| ↘7468 | ↗7480 |       |       |       |       |       |

Національний склад
За підсумками перепису населення 2010 року проживали такі національності (національності менше 1 %, див. у виносці до рядка «Інші»):
| Національність | Чисельність | Відсоток |
| -------------- | ----------- | -------- |
| Росіяни        | 7109        | 92,20    |
| Вірмени        | 327         | 4,24     |
| Інші           | 274         | 3,55     |
| Разом          | 7710        | 100,00   |

## Культура
- Палац культури та спорту[28]. Один з найбільших на Ставропільщині та найбільший в Ізобільненському районі
- Бібліотека. Відкрита 1 липня 1961 року[29].

## Освіта
- Дошкільний навчальний заклад № 20
- Дошкільний навчальний заклад № 22
- Дошкільний навчальний заклад № 28
- Середня загальноосвітня школа № 11
- Різдвяненська дитяча школа мистецтв

## Економіка
- Ставропольське керування підземного зберігання газу. Відкритий 6 вересня 1956 року як госпрозрахунковий газовий промисел № 1[29]
- Підприємство «Кавказгазторг». Утворено 12 грудня 1958 року як відділ робочого постачання Невинномиського азотно-тукового заводу[30]

## Медицина
- Різдвянська дільнична лікарня

## Транспорт

### Автомобільний транспорт
З Різдвянської автостанції ходять маршрутки до сусідньої Різдвяної станиці. Також до селища заходять маршрутні таксі «Ізобільний — Ставрополь» та «Ставрополь — Ізобільний».

### Залізничний транспорт
Залізнична станція «Різдвяна» на лінії Кавказька — Ставрополь. Незважаючи на те, що на станції працює персонал, і вона вважається чинною, жоден пасажирський потяг на ній не зупиняється. Станом на травень 2020 року пасажирське сполучення представлене лише рейковим автобусом РА-1, що прибуває на станцію вранці (рейс 6939/6949) у напрямку до Кавказького, і повертається назад до Ставрополя (рейс 6940/6942) ближче до вечора. Тривалість зупинки: 1 хвилина.

### Повітряний транспорт
У селищі розташований аеродром «Різдвяний».

## Російська православна церква
- Храм Різдва Христового Ставропольської та Невинномиської єпархії.

## Спорт
- Стадіон «Факел». Найбільший стадіон у Ізобільненському районі. Є запасним домашнім стадіоном для професійного футбольного клубу «Динамо Ставрополь».
- Аматорський футбольний клуб «Газовик». Грає у Відкритій першості Ізобільненського району.

## Цвинтар
На вулиці Східній розташований громадський відкритий цвинтар площею 266 831 м².